# Ki・zu・na
「ki・zu・na」（キズナ）は、EXILEの12枚目のシングル。2003年11月19日にrhythm zoneから発売。

## 概要
前作「Eternal...」から1週間ぶりのシングル。4週連続リリースの第3弾。
ジャケット写真はメンバーのMATSUがプロデュースした。

## 収録曲
1. ki・zu・na [4:30]
作詞：Kenn Kato / 作曲・編曲：春川仁志
  - 日本テレビ系「ダウンタウンDX」エンディングテーマ
2. ki・zu・na（K.H Break Mix version）[4:13]
編曲：原田憲
3. ki・zu・na（Instrumental）

## 収録アルバム
- EXILE ENTERTAINMENT（#1）
- PERFECT BEST
  - SELECT BEST（#1）

## カバー
- SUPER JUNIOR「Keep in touch」（2005年）